# Quyền LGBT ở Fiji
Quyền đồng tính nữ, đồng tính nam, song tính và chuyển giới ở Fiji có thể phải đối mặt với những thách thức pháp lý mà những người không phải là người LGBT không gặp phải. Năm 1997, Fiji trở thành quốc gia thứ hai trên thế giới sau Nam Phi rõ ràng bảo vệ chống phân biệt đối xử dựa trên khuynh hướng tình dục trong Hiến pháp. Năm 2009, Hiến pháp đã bị bãi bỏ. Hiến pháp mới, được ban hành vào tháng 9 năm 2013, cấm phân biệt đối xử dựa trên xu hướng tính dục và bản dạng hoặc biểu hiện giới. Tuy nhiên, hôn nhân đồng giới vẫn bị cấm ở Fiji và các báo cáo về phân biệt đối xử xã hội và bắt nạt không phải là hiếm.
Rainbow Pride Foundation Lưu trữ ngày 25 tháng 5 năm 2018 tại Wayback Machine, được thành lập vào năm 2008, Dự án Amithi Fiji và Phong trào Drodrolagi, một nhóm sinh viên, nằm trong số các nhóm quyền LGBT chính của Fiji.

## Công nhận mối quan hệ đồng giới
Luật gia đình ở Fiji không cung cấp sự công nhận hợp pháp của hôn nhân đồng giới hoặc kết hợp dân sự. Từ năm 2002, luật pháp đã cấm kết hôn đồng giới.
Vào ngày 26 tháng 3 năm 2013, Thủ tướng Frank Bainimarama đã bày tỏ sự phản đối với ý tưởng kết hôn đồng giới. Trả lời câu hỏi của một người gọi trong chương trình nói chuyện trên đài phát thanh, ông tuyên bố rằng hôn nhân đồng giới "sẽ không được phép vì nó trái với niềm tin tôn giáo". Vào tháng 4 năm 2013, một nhóm hỗ trợ đại diện cho sinh viên LGBT, Phong trào Drodrolagi, đã kêu gọi thảo luận về vấn đề này. Vào tháng 1 năm 2016, Thủ tướng đã nhắc lại sự phản đối của mình đối với hôn nhân đồng giới, nói rằng "sẽ không có hôn nhân đồng giới ở Fiji" và đề nghị các cặp đồng tính nữ tìm cách kết hôn với Iceland.
Năm 2019, sau khi suy đoán rằng một số nhà thờ ủng hộ ý tưởng kết hôn đồng giới, Thủ tướng nhắc lại sự phản đối của mình đối với hôn nhân đồng giới, nói: "Chừng nào chúng ta còn ở trong chính phủ - Fiji sẽ không cho phép kết hôn đồng giới", bởi vì Fiji là một "đất nước kính sợ Chúa". Lập trường của ông được ủng hộ bởi Giáo hội Công giáo ở Fiji, Nhà thờ Phương pháp của Fiji và Rotuma, Shree Sanatan Dharm Partindhi và Liên đoàn Hồi giáo Fiji, tất cả đều lên tiếng phản đối hôn nhân đồng giới. Giám đốc Ủy ban Nhân quyền và Chống phân biệt đối xử ở Vương quốc Anh Ashwin Raj nói rằng "hôn nhân đồng giới không phải là quyền" và cần phải rõ ràng hơn về những gì Hiến pháp của Fiji nói về vấn đề tương tự hôn nhân tình dục, và rằng "ưu tiên phải hướng tới giải quyết sự phân biệt đối xử mà cộng đồng LGBTI phải đối mặt". Ông cũng kêu gọi "một cuộc tranh luận bình tĩnh và hợp lý" về vấn đề này. Liên minh Nhân quyền ở Fiji nói rằng "thất vọng và băn khoăn" bởi lập trường của Thủ tướng, cho rằng những nhận xét của ông đi ngược lại với cơ sở của luật pháp của Fiji và trái ngược với cam kết của ông với Hội đồng Nhân quyền Liên Hợp Quốc. Nó kêu gọi các nhà chức trách tập hợp lại và thảo luận về sự tiến triển của việc đưa vào cộng đồng LGBT ở Fiji.

## Bảng tóm tắt
| Hoạt động tình dục đồng giới hợp pháp                                                                                       | (Từ năm 2010) |
| Độ tuổi đồng ý | (Từ năm 2010) |
| Luật chống phân biệt đối xử chỉ trong việc làm                                                                              | (Từ năm 2007) |
| Luật chống phân biệt đối xử trong việc cung cấp hàng hóa và dịch vụ                                                         | (Từ năm 2013) |
| Luật chống phân biệt đối xử trong tất cả các lĩnh vực khác (Bao gồm phân biệt đối xử gián tiếp, ngôn từ kích động thù địch) | (Từ năm 2013) |
| Hôn nhân đồng giới | No            |
| Công nhận các cặp đồng giới                                                                                                 | No            |
| Con nuôi của các cặp vợ chồng đồng giới                                                                                     | No            |
| Con nuôi chung của các cặp đồng giới                                                                                        | No            |
| Người LGBT được phép phục vụ công khai trong quân đội                                                                       |               |
| Quyền thay đổi giới tính hợp pháp                                                                                           |               |
| Đồng tính luyến ái được loại khỏi danh sách bệnh                                                                            | Yes           |
| Liệu pháp chuyển đổi bị cấm                                                                                                 | (Từ năm 2010) |
| Truy cập IVF cho đồng tính nữ                                                                                               | No            |
| Mang thai hộ thương mại cho các cặp đồng tính nam                                                                           | No            |
| NQHN được phép hiến máu | No            |